# Toby Smith (musicien)
Pour les articles homonymes, voir Toby Smith et Smith.
Toby Grafftey-Smith (29 octobre 1970 – 11 avril 2017), connu sous le nom de Toby Smith, était un musicien britannique, réputé pour avoir été le claviériste et co-auteur-compositeur du groupe Jamiroquai de 1992 jusqu'à son départ du groupe en 2002.

## Biographie
Fils de John Jeremy Grafftey-Smith, un banquier d'affaires, et de sa femme Lucy, Toby Smith a effectué des études au Marlborough College, où il a pu développer ses aptitudes musicales.
Son grand-père, Sir Laurence Grafftey-Smith, était diplomate et fut Haut-Commissaire au Pakistan de 1947 à 1951 et ambassadeur en Arabie Saoudite de 1945 à 1947.
Toby Smith était marié à Gabriella, fille de David Offley Crewe-Read; ils avaient trois enfants.

## Carrière
Alors que Jay Kay est en train de former le groupe Jamiroquai en 1992, son manager lui suggère d'engager Toby Smith.
Celui-ci devient alors claviériste et principal compositeur du groupe avec Jay Kay.
Toby Smith décide de quitter Jamiroquai pour des raisons familiales le 29 avril 2002, pendant la tournée Funk Odyssey.
Il devient réalisateur artistique et manager du groupe de pop rock anglais The Hoosiers.
En 2009, il produit le single Change my world du groupe britannique Absent Elk.
En 2013, il co-produit le troisième album de Matt Cardle, Porcelain, tout en participant à l'écriture de plusieurs chansons.
Toby Smith décède le 11 avril 2017, à quarante-six ans, six ans après avoir été diagnostiqué d'un cancer.
Il avait créé en 2010 le studio d'enregistrement Angelic, situé près de Banbury,.